# Palazzo di Edirne
Il Palazzo di Edirne (in turco Edirne Sarayı, lett. "Serraglio di Edirne"), già "Nuovo Palazzo Imperiale" (tu. Saray-ı Cedid-i Amire) fu il complesso palaziale presso il quale risiedette il sultano ottomano quando, prima della conquista di Costantinopoli, Edirne fu capitale dell'impero ottomano. Quando il centro del potere osmanide si spostò ad Istanbul, nel Gran Serraglio di Maometto II, il palazzo mantenne comunque il suo ruolo di residenza extra-costantinopolitana del sultano, venendo ripetutamente rimaneggiato ed ampliato sino al XVIII secolo.

Pochi ruderi testimoniano oggi l'aspetto del complesso.

## Storia
L'allora "Nuovo Palazzo" (il medesimo nome sarebbe poi stato utilizzato per indicare il Gran Serraglio a Costantinopoli), venne edificato a partire dal 1450 per ordine dell'ormai maturo sultano Murad II su di un terreno di caccia a nord di Edirne, vicino alle rive della Tundža. Scomparso Murad (1451), l'erede Maometto II accantonò i lavori al palazzo salvo poi riprenderli una volta conquistata Costantinopoli, di fatto in concomitanza con l'erigenda del Gran Serraglio. Il Palazzo di Edirne venne ultimato nel 1475 e poi ampliato/ristrutturato sotto il regno di Solimano il Magnifico, Ahmed I, Mehmed IV, Ahmed II e Ahmed III

.